# Lastva Grbaljska
Lastva Grbaljska (cyr. Ластва Грбаљска) – wieś w Czarnogórze, w gminie Kotor. W 2011 roku liczyła 537 mieszkańców.